# ارل کیو
ارل کیو (انگلیسی: Earl Cave؛ زادهٔ ۲۳ ژوئن ۲۰۰۰) بازیگر است. وی از سال ۲۰۱۱ میلادی تاکنون مشغول فعالیت بوده‌است.
از فیلم‌ها یا برنامه‌های تلویزیونی که وی در آن نقش داشته‌است می‌توان به مدرسهای برای خوبها و بدها، دامینا اشاره کرد.